# オリオン座S星
オリオン座S星（オリオンざSせい、S Orionis、S Ori）は、オリオン座の方角、およそ1,600光年の距離に位置する漸近巨星枝星である。

## 変光

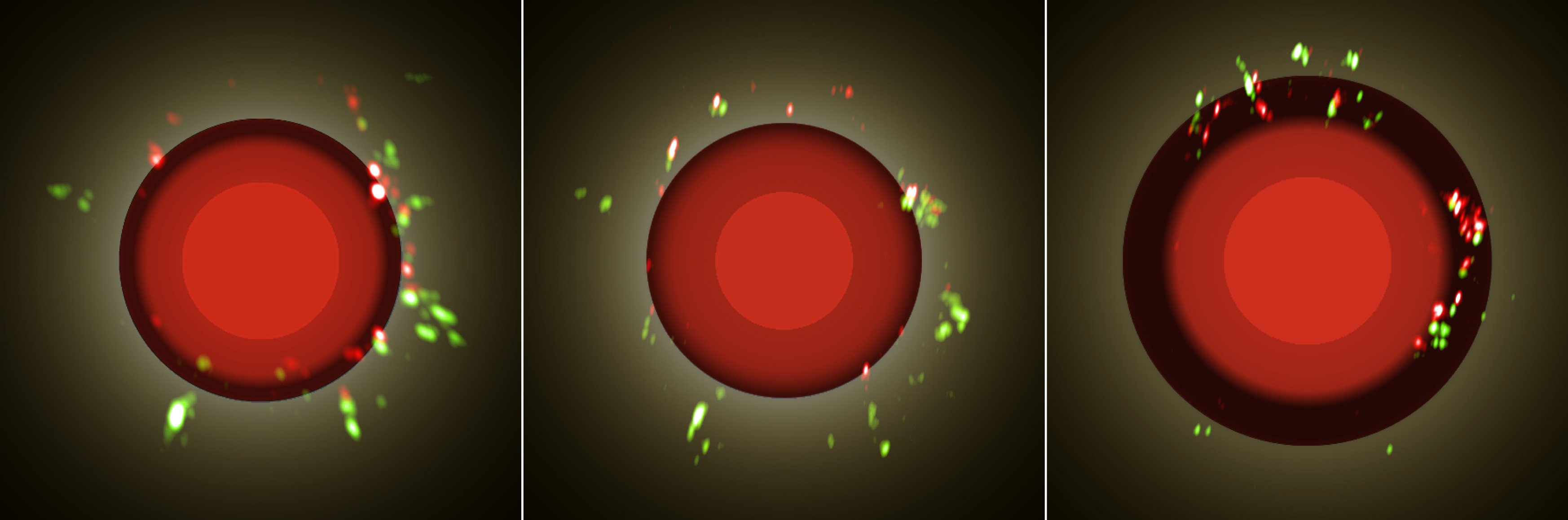
赤外線干渉法とメーザー観測が示す、オリオン座S星の光球及び星周構造の時間変化。

オリオン座S星は、ミラ型に分類される脈動変光星で、明るさが7.2等から14等まで、430日程度の周期で変光する。この周期に伴って星の大きさも変化し、視直径が7.9ミリ秒から9.7ミリ秒まで変化、これは半径にすると、400太陽半径から500太陽半径である。また、変光に伴い、スペクトル型もM6.5eからM9.5eまで変化する。オリオン座のミラ型星としては、増光時に肉眼等級となるオリオン座U星が代表的だが、S星はU星ほど明るくならず、極大等級はU星より2.4等暗い。
オリオン座S星の変光周期は、時間とともに変化し、100年間の変光周期の変動をみると、正弦曲線的に変動しているとみられ、また、全体としてわずかずつ周期が長くなってなっている。1962年から1979年にかけては、16年間で周期が445日から397日へと短くなった。この間の周期の変化率は、1日あたり0.007日で、通常のミラ型星では考えられない速いものだった。そのためオリオン座S星は、内部でヘリウム殻フラッシュが発生していると予想される。

## 星周構造
オリオン座S星の周囲には、星から放出された物質が凝結した塵が分布している。塵の層の大きさは、星の変光周期と強い相関があり、光度極小付近で塵の生成が進み、光度極大後に塵の層は大きく膨張、塵の層の大きさは、光球半径の1.8倍から2.4倍まで変化する。塵と似たような領域からは、一酸化ケイ素などのメーザーも放射されている。メーザー源となる分子の分布も、光球半径の2倍程度の広がりを持つが、こちらは全体として規則性のある運動はしていないとみられる。

## 重星
オリオン座S星はワシントン重星カタログに二重星として登録されている。南西に48秒離れた位置にある、G0型星のHD 294176が、重星のもう一方の天体だが、距離や固有運動からすると、近いのは見かけ上で、物理的な関係はないとみられる。